# ブルターニュの聖アンナ崇敬

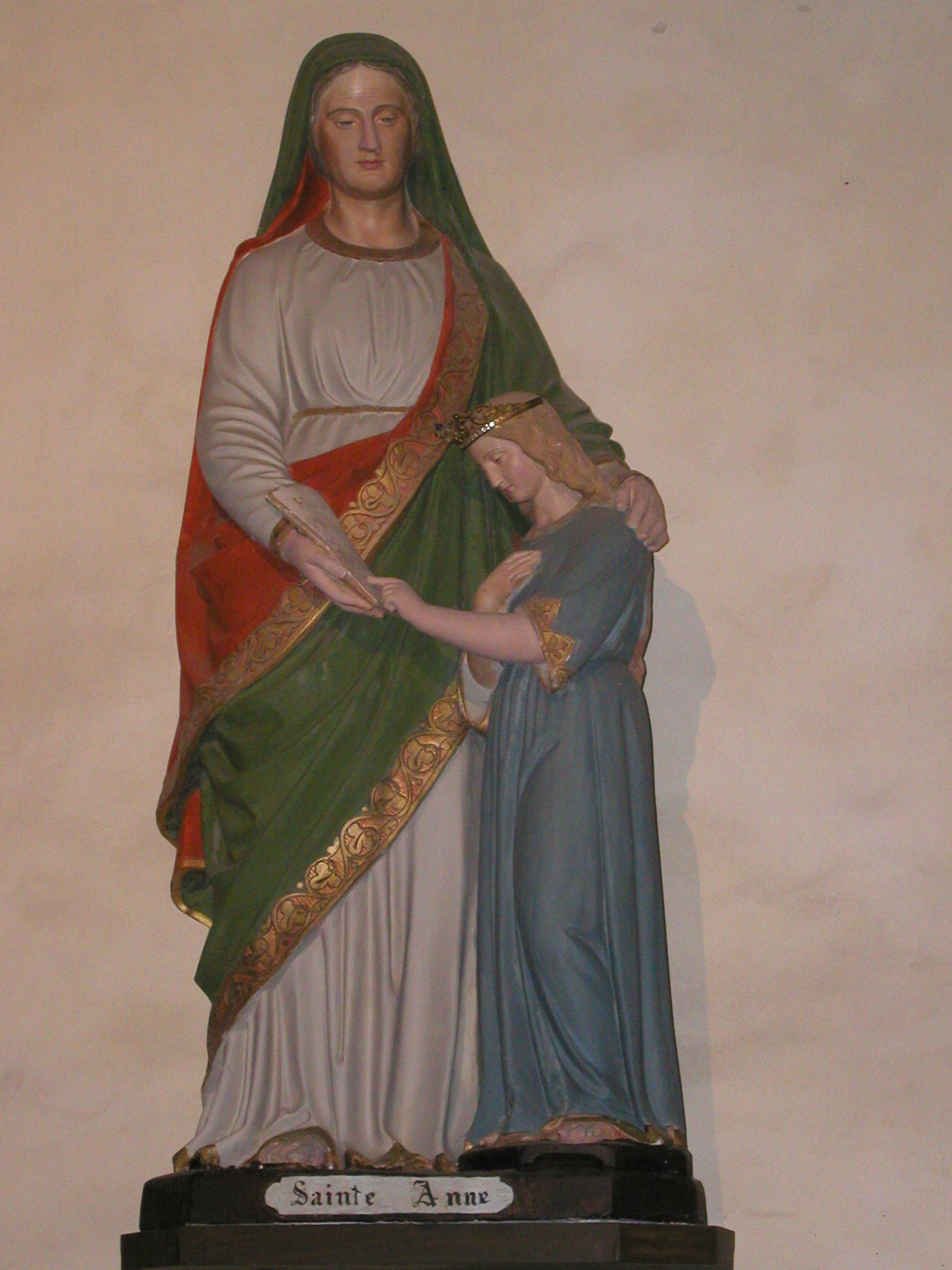
サン＝テゴネックの教区教会にある聖アンナとマリアの像

ブルターニュの聖アンナ崇敬 （Culte de Sainte Anne en Bretagne）では、フランス、ブルターニュにおける聖アンナ（フランス語ではアンヌ）への強い崇敬について述べる。
聖アンナは、多かれ少なかれ神話的な、アルモリカ時代の原始キリスト教時代から崇敬されているブルトン聖人の1人とされ、マリアの母アンナと同一視されている。
19世紀以降、聖アンナはブルターニュの守護聖人としてみなされてきたが、1914年7月26日、ローマ教皇ピウス10世によって正式に認められた。

## ブルトン人の祖母

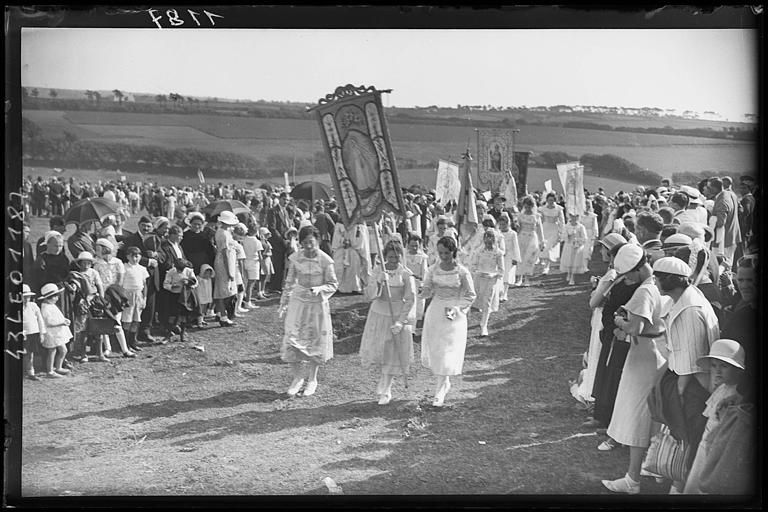
20世紀初頭に撮影されたサンタンヌ＝ラ＝パリューのパルドンの様子

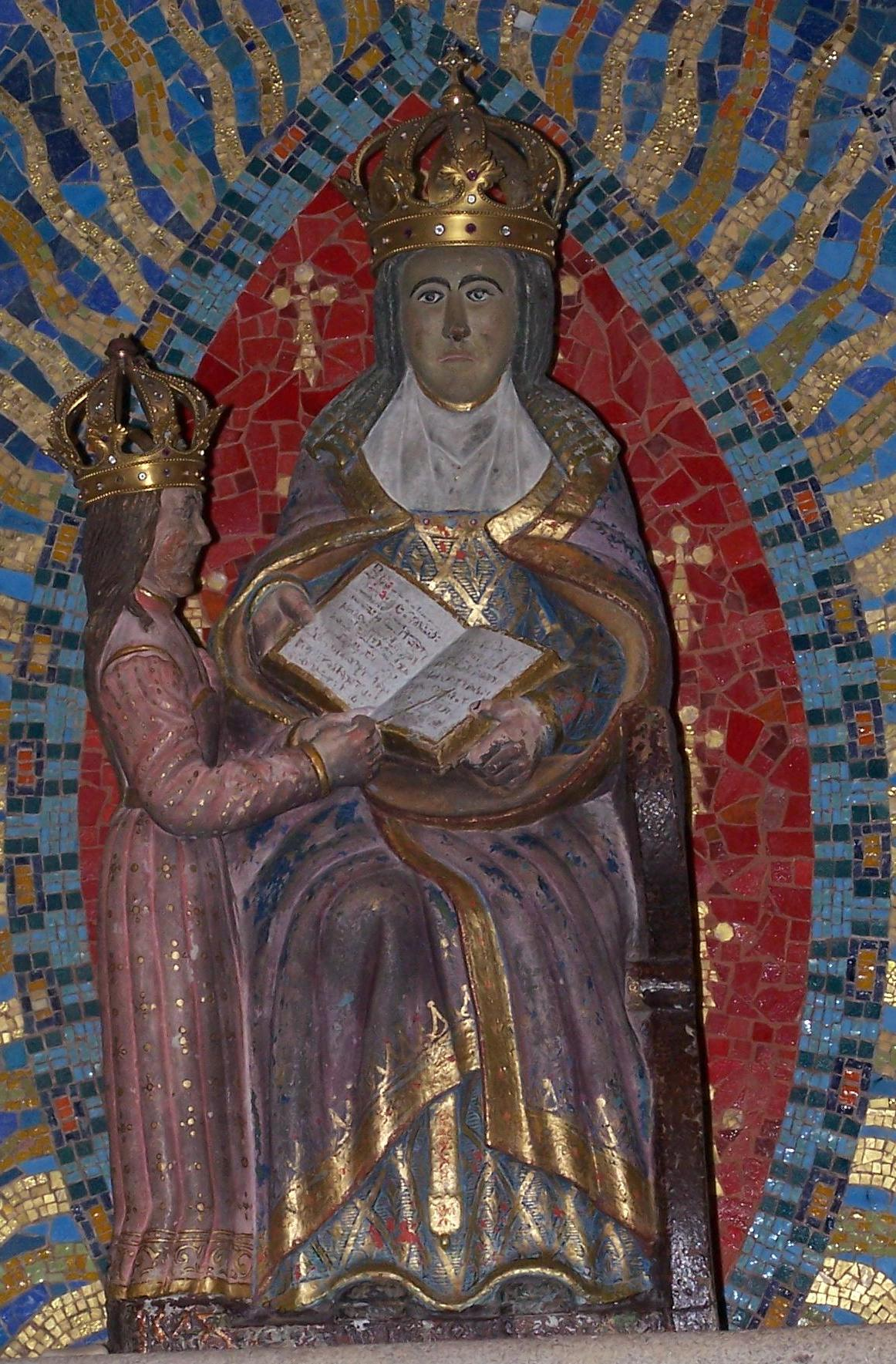
サンタンヌ＝ラ＝パリュー礼拝堂にある聖アンナと聖マリアの像

ブルトン人にとって、聖アンナは『ブルトン人の祖母』（ブルトン語:Mamm gozh ar Vretoned、フランス語ではla grand-mère des Bretons）との別名で呼ばれる存在である。言い伝えは、プロネヴェ＝ポルゼが彼女の出生地であると伝えている。ブルターニュ民話を収集したアナトール・ル・ブラーズは、アンナが残酷で嫉妬深い領主と結婚していたと伝えている。子供を嫌いな彼はアンナが妊娠しないようにしていた。彼女が妊娠した時、領主はモエリエンの城からアンナを追い出した。アンナは幼いマリアと一緒に放浪し、あるときトレファンテックで天使は母子をボートへ導いた。神の意志により、天使は彼女たちをガリラヤに連れて行った。月日が流れ、マリアはヨセフと結婚しイエス・キリストの母となった。アンナはブルターニュへ戻り、祈りを捧げる晩年をおくり、貧者には物を恵んだ。
別の伝説によれば、アンナはマリアの母、イエス・キリストの祖母、そしてヨアキムの妻であった。彼女の肉体は実際に消滅してしまい、1624年、オーレー（現在モルビアン県のコミューン）近郊に住む農夫イヴ・ニコラジックの前に現れた。アンナは彼に対し、自分を讃える礼拝堂をケルアンナ（Kel-Anna）集落に建設するよう命じた。そこは彼がかつて借りていた農地であった。1625年3月7日の夜、イヴ・ニコラジックと彼の弟、そして4人の隣人たち（そのうちの一部の者は松明の明かりが、ある場所を指し示していたと報告している）は、地中から彫像を掘り出した。後に厳かにカプチン会修道士たちによって彫刻が施され、彫像そのものが聖なるものであると認定された。修道士たちによる調査とニコラジックへの事情聴取が行われ、ヴァンヌ司教による遅延戦術ののち、聖人崇敬が承認され、礼拝堂の建設は長年にわたって続けられ、やがて大聖堂が完成した。大聖堂の所在地の名はサンタンヌ＝ドーレーである。ブルターニュの守護聖人である聖アンナに捧げられ、毎年パルドン祭りが行われる。フランス国内にあるカトリックの巡礼地としてはルルド、リジューに次ぐ聖地となっている。
アルモリカにおける聖アンナ崇敬は12世紀以前に見つかっていないが、かつて古代の女神アナまたはダヌ（アイルランドのトゥアハ・デ・ダナーンの女神、地母神）の存在は広く伝播されていた。ブルターニュにおけるアンナの人気の高さは、全般的にケルト神話の女神ダヌの存在が後世にまで残っているという説明で裏付けられる。
1996年、フランソワ・マチュラン・グルヴェス司教主宰のもと、ローマ教皇ヨハネ・パウロ2世はサンタンヌ＝ドーレーを訪問し、大聖堂で祈りを捧げた。これはローマ教皇の初のブルターニュ訪問となった。

## 聖アンナのパルドン祭り
言い伝えによると、サンタンヌ＝ラ＝パリュー（現在ではプロネヴェ＝ポルゼの一部となっている）での聖アンナのパルドン祭りが確立されたのは6世紀、聖コランタンと聖グウェノレによってで、イスが洪水で水没した後にグラドロン王によって聖アンナに野原が提供されたという。サンタンヌ＝ラ＝パリューにある礼拝堂の古い名は1518年にはSancta-Anna-ad-Paludenといい、フランス革命までランデヴェネック修道院に属していた。礼拝堂が建てられたのは聖グウェノレの生きた時代であると主張されている。17世紀に建設された礼拝堂付属の石造の鐘楼の日付は1419年である。礼拝堂は特に17世紀に数回の再建が行われた。礼拝堂への巡礼は18世紀半ばから始まった。 